# Bardzour
Bardzour est une centrale solaire photovoltaïque de l'île de La Réunion, département d'outre-mer français dans le Sud-Ouest de l'océan Indien, couplée à des serres photovoltaïques. En créole réunionnais, le bardzour désigne l'aube naissante ou l'espoir.

## Caractéristiques énergétiques
La centrale rassemble 27 000 panneaux solaires  pour un total de 9 MWc et des batteries lithium-ion d'une capacité de stockage de 9 MWh, alimentant 12 000 foyers. Elle est la première centrale solaire au monde à être couplée à un dispositif de stockage de cette puissance.[réf. nécessaire] Durant la première année d'exploitation, elle respecte le profil de production annoncé, fournissant de l'électricité jusqu'à 1h30 après le coucher de soleil. 

## Financement
Elle est construite et exploitée depuis 2014 par Akuo Energy, qui y a investi 27 millions d'euros. L'électricité en surplus est vendue à EDF.

## Activités agricoles
Il s'agit d'une centrale agrivoltaïque située autour du centre de détention de la commune du Port sur l'île de La Réunion. Les 6 000 m2 de serres hébergent des activités de maraîchage, d'horticulture et d'apiculture, pour des produits à haute valeur ajoutée. Leur exploitation fait partie du programme de réinsertion du centre de détention, touchant une dizaine de détenus par an. 

## Distinctions

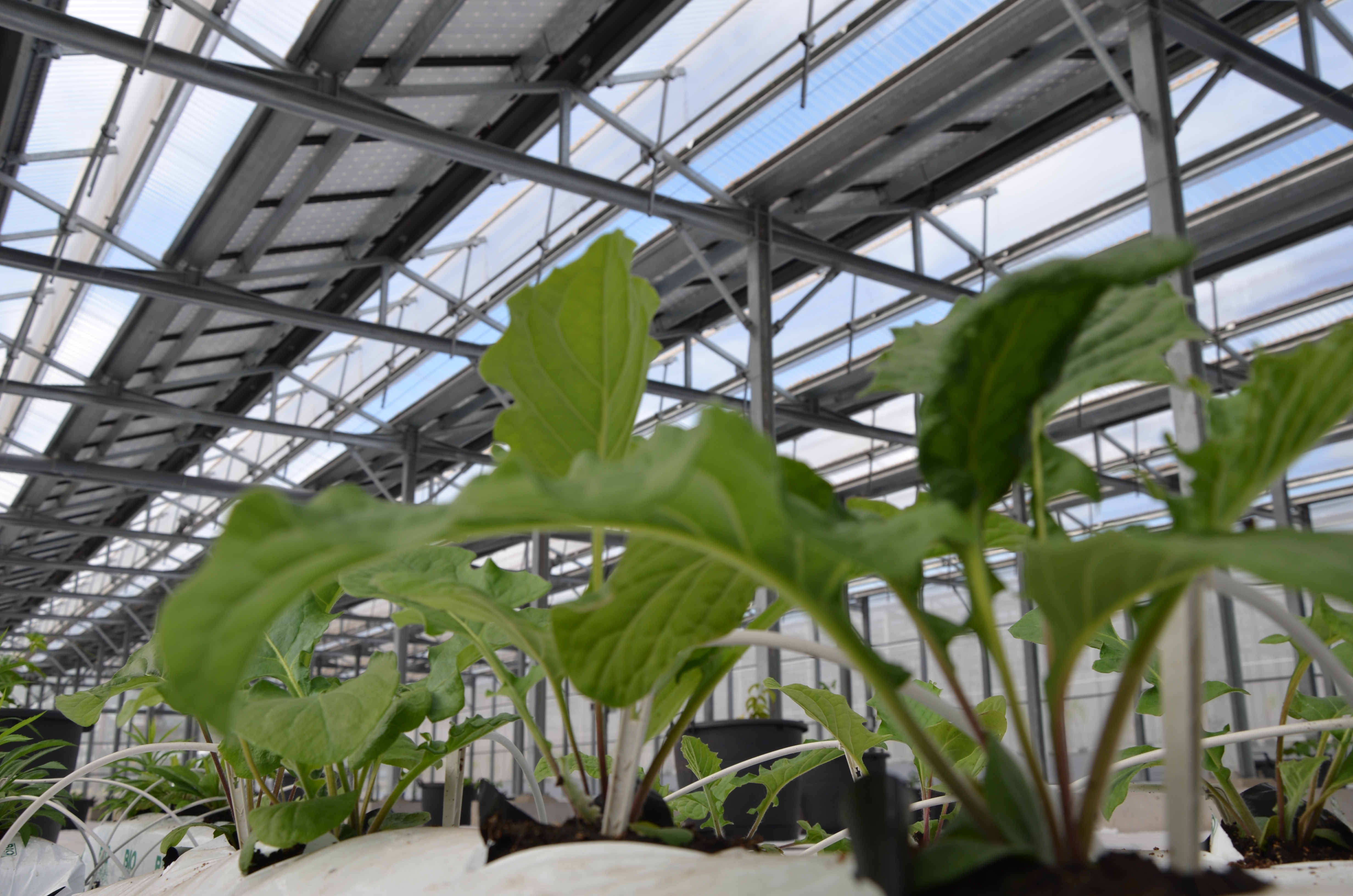
Plantations sous une serre photovoltaïque.

En 2015, la centrale est lauréate du concours My positive Impact de la Fondation Nicolas-Hulot pour la nature et l'homme,,. 